# 山田恵子
山田 恵子（やまだ けいこ、1953年6月23日 - ）は日本の女子陸上競技（短距離走）選手。

## 経歴
香川県綾歌郡端岡村（現：高松市国分寺町）出身。国分寺中学校、香川県立丸亀高等学校、日本体育大学卒。その後は教員となる。
高校1年生時の1969年インターハイで100メートルと200メートルの2冠を達成。3年生時の1971年にも再び100メートルと200メートルの2冠を達成し、この大会で丸亀高校は学校対抗（女子）で総合優勝した。
日本陸上競技選手権大会では1970年、高校2年生のときに100メートルと200メートルの2冠を達成。翌1971年にも2年連続で100メートルと200メートルの2冠を達成。その後、100メートルは1973年まで優勝して4連覇を達成。1978年にも優勝し、優勝回数は計5回。200メートルは1974年にも優勝し、優勝回数は計3回。
アジア大会には高校2年で日本選手権初優勝をした1970年に開催されたバンコクアジア大会で初出場し、100メートルは12秒1で銀メダル。200メートルでは25秒0で金メダルを獲得した。4年後、1974年のテヘランアジア大会にも出場し、100メートルにおいて12秒42で銅メダルを獲得している。
国民体育大会には1969年から1978年まで出場し、高校と一般の100メートルで計9回優勝している。

## 主要大会成績
- 1969年
  - 日本選手権 100m　3位 （12秒3　+1.77）

- 1970年
  - 日本選手権 100m　優勝 （12秒2　-0.58）
  - 日本選手権 200m　優勝 （25秒2　-1.56）
  - アジア大会 100m　2位 （12秒1）
  - アジア大会 200m　優勝 （25秒0）
  - アジア大会 4×100mR　優勝 （47秒2　4走）

- 1971年
  - 日本選手権 100m　優勝 （12秒2　0.0）
  - 日本選手権 200m　優勝 （24秒9　0.0）

- 1972年
  - 日本選手権 100m　優勝 （12秒3　+1.6）
  - 日本選手権 200m　2位 （25秒5　+0.4）

- 1973年
  - 日本選手権 100m　優勝 （12秒2）
  - 日本選手権 200m　3位 （25秒1）

- 1974年
  - 日本選手権 100m　2位 （12秒2　+1.2）
  - 日本選手権 200m　優勝 （25秒2　-1.1）
  - アジア大会 100m　3位 （12秒42）
  - アジア大会 200m　4位 （24秒96）
  - アジア大会 4×100mR　優勝 （46秒62　4走）

- 1975年
  - 日本選手権 100m　2位 （12秒19　0.0）
  - アジア選手権 4×100mR　優勝 （46秒73　4走）

- 1976年
  - 日本選手権 100m　2位 （11秒92　+1.3）

- 1978年
  - 日本選手権 100m　優勝 （11秒98　0.0）

『日本陸上競技連盟七十年史』（1995年）参考